# Толодой
Толодой — деревня в Эхирит-Булагатском районе Иркутской области России. Входит в состав Кулункунского муниципального образования. 

## География
Деревня находится на расстоянии примерно 18 км к северо-востоку от посёлка Усть-Ордынский, административного центра района.

## Население
| 2002 | 2010 | 2011 | 2012 |
| ---- | ---- | ---- | ---- |
| 33   | ↘23  | →23  | ↘22  |

### Половой состав
По данным Всероссийской переписи, в 2010 году в деревне проживали 23 человека (11 мужчин и 12 женщин).